# Mihrab (pintura)
Mihrab (en turc: Mihrap), també coneguda com a Gènesi (en francés: La Genèse), és un llenç del 1901 del pintor Osman Hamdi Bey.

## Història
L'obra es va exhibir per primera volta al maig del 1903 en l'Exposició de la Royal Academy de Londres amb el títol en francés La Genèse (gènesis), que s'ha interpretat com una referència al probable embaràs de la protagonista. No és clar si el nom prové dels organitzadors de l'exposició o d'Osman Hamdi Bey.
Es desconeix el parador actual del quadre. Segons uns, l'amagaren per a protegir-lo del perill de ser danyat o destruït. Segons altres, ja ha estat destruït, a mans de persones conservadores que el consideraven una "amenaça sacrílega".

## Descripció

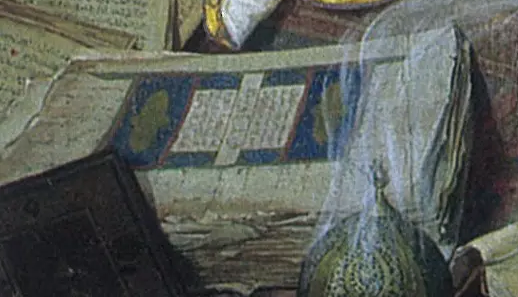
L'Avesta, detall

La pintura representa una dona que duu un vestit groc brillant, d'influència occidental, i s'asseu molt recta en un gran faristol alcorànic. Darrere seu hi ha un mihrab de taulells (un nínxol que en les mesquites indica la direcció de la Kaba de La Meca, cap a on cal mirar durant l'oració). Al terra, als seus peus, hi ha llibres sagrats de religions orientals, manuscrits, escampats amb desori. S'hi aprecia un Alcorà, un Avesta zoroàstric, un text budista, i no hi ha cap Bíblia. En primer pla hi ha un cremador d'encens de llautó, el fum del qual aporta una atmosfera mística a l'ambient, i a l'esquerra més enrere un ciri gros. La figura femenina ha estat objecte de diferents identificacions: l'esposa del pintor, rejovenida i idealitzada, o més possiblement la seua filla Leyla, que estava embarassada en aqueix moment.  Mustafa Cezar, biògraf d'Osman, també planteja que la model fos la filla d'una criada armènia de la casa de l'artista.

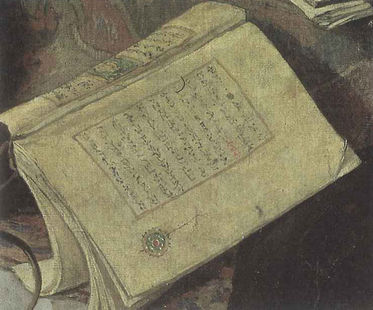
L'Alcorà, detall

## Anàlisi
Aquest quadre, com altres pintures d'Osman Hamdi Bey, molt interessat en el patrimoni nacional, il·lustra la cultura museística de la seua època. Tots els objectes al voltant de la dona formaven part de les col·leccions del Museu Imperial Otomà, que contenia objectes religiosos, però en fer-ho els secularitzava, i els convertia en objectes valorats per les qualitats estètiques més que no pas per les religioses.
La dona està asseguda en el faristol (rehal), en què normalment es col·loca l'Alcorà; ha desplaçat al llibre sagrat i ara és ella el focus d'atenció. També dona l'esquena al lloc de pregària, i amb això també dona l'esquena a la Meca, el lloc més sagrat de l'islam.
La pintura, per tant, s'ha interpretat com a blasfema, feminista i antiislàmica, perquè la dona aixafa llibres religiosos i s'asseu on hauria d'estar l'Alcorà. Com diu el Dr. Edhem Eldem, professor d'història: "és probablement molt difícil imaginar una manera més ofensiva d'atacar els fonaments de la tradició musulmana en nom de la promoció de la independència i autonomia de les dones".